# Šimpach (železniční zastávka)
Šimpach je železniční zastávka ve stejnojmenné místní části obce Obrataň v okrese Pelhřimov na jednokolejné neelektrizované trati Tábor – Horní Cerekev. Zastávka byla otevřena 29. května 1960.

## Provozní informace
Zastávka má jedno nástupiště. V zastávce není možnost zakoupení si jízdenky. Provozuje ji Správa železnic.

## Doprava
Zastavují zde pouze osobní vlaky jezdící na trase Tábor – Horní Cerekev – Jihlava (– Dobronín).